# Electric Avenue
Singles de Eddy Grant
I Don't Wanna Dance
(1982) War Party
(1983)
Electric Avenue est une chanson écrite, composée et interprétée par Eddy Grant, paru sur l'album Killer on the Rampage, en 1982. Electric Avenue est sorti en single, se classant en 2e position des charts aux États-Unis, et au Royaume-Uni,. Les paroles de la chanson se réfère aux émeutes dans le quartier londonien de Brixton, qui se sont déroulés en 1981. Le titre se réfère à l'Electric Avenue, une rue commerçante de Brixton dans la zone de Londres.

## Classements

### Classements hebdomadaires
| Classement (1983)                      | Meilleure position |
| -------------------------------------- | ------------------ |
| Afrique du Sud (Springbok Radio)       | 9                  |
| Allemagne (Media Control AG)           | 9                  |
| Australie (Kent Music Report)          | 2                  |
| Autriche (Ö3 Austria Top 40)           | 6                  |
| Belgique (Flandre Ultratop 50 Singles) | 3                  |
| Belgique (Flandre VRT Top 30)          | 3                  |
| Canada (50 Singles)                    | 1                  |
| Canada (CHUM)                          | 1                  |
| États-Unis (Billboard Hot 100)         | 2                  |
| États-Unis (Cash Box)                  | 1                  |
| États-Unis (Hot Black Singles)         | 18                 |
| États-Unis (Hot Dance Club Play)       | 6                  |
| États-Unis (Top Tracks)                | 12                 |
| France (SNEP)                          | 37                 |
| Irlande (IRMA)                         | 3                  |
| Nouvelle-Zélande (RMNZ)                | 32                 |
| Pays-Bas (Nederlandse Top 40)          | 6                  |
| Pays-Bas (Single Top 100)              | 8                  |
| Royaume-Uni (UK Singles Chart)         | 2                  |
| Suède (Sverigetopplistan)              | 9                  |
| Suisse (Schweizer Hitparade)           | 6                  |

| Classement (2001)                | Meilleure position |
| -------------------------------- | ------------------ |
| Allemagne (Media Control AG)     | 68                 |
| Autriche (Ö3 Austria Top 40)     | 56                 |
| Belgique (Flandre Ultratip 100)  | 4                  |
| Canada (Canadian Singles Chart)  | 27                 |
| Danemark (Tracklisten)           | 20                 |
| États-Unis (Hot Dance Club Play) | 16                 |
| Irlande (IRMA)                   | 11                 |
| Pays-Bas (Nederlandse Top 40)    | 22                 |
| Pays-Bas (Single Top 100)        | 31                 |
| Royaume-Uni (UK Singles Chart)   | 5                  |
| Suède (Sverigetopplistan)        | 26                 |
| Suisse (Schweizer Hitparade)     | 100                |

| Classement (1983)              | Position |
| ------------------------------ | -------- |
| Australie (Kent Music Report)  | 20       |
| Belgique (Flandre Ultratop 50) | 46       |
| Canada (Top Singles)           | 6        |
| États-Unis (Billboard Hot 100) | 22       |
| États-Unis (Cash Box)          | 9        |
| Pays-Bas (Nederlandse Top 40)  | 76       |

| Pays              | Certification | Ventes certifiées |
| ----------------- | ------------- | ----------------- |
| Canada (CRIA)     | Platine       | 10 000            |
| États-Unis (RIAA) | Platine       | 1 000 000         |
| Royaume-Uni (BPI) | Argent        | 200 000           |